# Jimmy Nicol
James George Nicol, mais conhecido como Jimmy Nicol (Battersea, 3 de agosto de 1939) é um baterista britânico, mais conhecido por substituir Ringo Starr nos Beatles por 13 dias no auge da beatlemania, em 1964.